# Snakken
Snakken er en dansk kort- og filmskolefilm fra 2015 instrueret af Sylvia Le Fanu.

## Handling
To unge ligger i en seng og snakker.

## Medvirkende
- Simone Lykke
- Alexander Clement